# کوه سیلوترون (آلاسکا)
کوه سیلوترون (به انگلیسی: Mount Silverthrone) یک کوه در ایالات متحده آمریکا است که در Denali Borough واقع شده‌است. کوه سیلوترون ۴٬۰۲۹٫۵ متر بالاتر از سطح دریا واقع شده‌است.